# ماثيو رايت
ماثيو رايت (7 فبراير 1991 بتورونتو في كندا - ) هو لاعب كرة سلة فلبيني في مركز مدافع مسدد الهدف. لعب مع باليرز دو كيمبر ‏.

## وصلات خارجية
- ماثيو رايت على موقع الاتحاد الدولي لكرة السلة (الإنجليزية)
- ماثيو رايت على موقع دوري كرة السلة الياباني للمحترفين (اليابانية)
- ماثيو رايت على موقع كرة السلة الأوروبية.كوم (الإنجليزية)
- ماثيو رايت على موقع كلية كرة السلة في سبورتس رفرنس.كوم (الإنجليزية)
- ماثيو رايت على موقع ريلجم (الإنجليزية)
- ماثيو رايت على موقع بروبوليرز (الإنجليزية)